# Winterbach (Südwestpfalz járás)
Winterbach település Németországban, Rajna-vidék-Pfalz tartományban. Lakosainak száma 517 fő (2023. december 31.).

## Népesség
A település népességének változása:
| Lakosok száma | 467  | 500  | 509  | 502  | 500  | 517  |
|               | 1975 | 2017 | 2019 | 2021 | 2022 | 2023 |